# Henri Fayol
Henri Fayol (29. července 1841 Konstantinopol – 19. listopadu 1925 Paříž) byl francouzský neoklasický ekonom a teoretik, jehož teorie organizace pracovníků měly velký vliv na začátek 20. století. Je často spojován s Frederickem W. Taylorem, jehož teorie přispěly organizací výroby vzhledem k soutěživému podnikání, které musí hledět na výrobní náklady. Fayol byl první, kdo rozpoznal 4 funkce managementu: plánování, organizaci, vedení a kontrolu, ačkoli jeho původní verze se poněkud lišila: plánovat, organizovat, přikazovat, koordinovat a kontrolovat. Věřil, že množství manažerských principů, které by mohly pomoci vylepšit operace v podniku, je potenciálně nevyčerpatelné.
Henri Fayol absolvoval důlní akademii v St. Etienne (École des Mines de Saint-Étienne) roku 1860. Devatenáctiletý inženýr začal svojí kariéru u důlní společnosti Compagnie de Commentry-Fourchambeau-Decazeville, kde se nakonec stal ředitelem (v letech 1888 až 1918). Jeho koncepce spravování byla založena hlavně na jeho osobních zkušenostech s vedením. Následujících 14 principů managementu bylo rozebráno do detailu v jeho knize vydané roku 1916 Administration industrielle et générale (Obecný a průmyslový management):
1. Specializace pracovníků. Specializace povzbuzuje neustálé sebezlepšování schopností a vylepšování metod.
2. Autorita. Právo dávat příkazy a moc vyžadovat poslušnost.
3. Disciplína. Žádné uvolňování či změkčování pravidel.
4. Jednota přikazování. Každý zaměstnanec má pouze a jenom jednoho nadřízeného.
5. Jednota vedení. Jedna mysl vytvoří jednotný plán, v němž bude každý hrát svou roli.
6. Podřízenost osobních zájmů. V práci se mají sledovat pouze pracovní zájmy a myšlenky.
7. Odměňování. Zaměstnanci dostávají odpovídající ohodnocení, ne tolik, kolik může podnik postrádat.
8. Centralizace. Upevnění manažerských funkcí. Rozhodnutí se tvoří odshora.
9. Skalární řetěz (liniové řízení). Formální řetěz příkazů, běžící odshora dolů, jako v armádě.
10. Pořádek. Všechen materiál a personál má svoje předepsané místo a musí tam zůstat.
11. Rovnost. Rovnocenné nakládání (ne však nutně stejné).
12. Držení personálu. Co nejmenší obměna personálu. Doživotní zaměstnání pro výborné zaměstnance.
13. Iniciativa. Vymyslet plán a udělat vše potřebné k jeho uskutečnění.
14. Morálka kolektivu. Harmonie a soudržnost mezi personálem.

- Seznam děl v Souborném katalogu ČR, jejichž autorem nebo tématem je Henri Fayol